# Aurélia Agel
Aurélia Agel (Orléans, 23 de fevereiro 1998) é uma dublê de ação e de artes marciais francesa. É conhecida por sua atuação nos filmes Fast X, Guardians of the Galaxy Vol. 3 e John Wick 4: Baba Yaga. Foi considerada "a dublê mais sexy do mundo" e já atuou com as estrelas Charlize Theron, Milla Jovovich e Olga Kurylenko. Destacou-se ao ser a dublê de Karen Gillan, que interpreta Nébula no Universo Cinematográfico Marvel.

## Biografia
Aurélia Agel tem 1,79m de altura, pesa 65kg e pratica artes marciais. Ela é faixa preta de judô, além de lutar karaté, taekondô, boxe e artes marciais mistas. Formou-se na escola francesa de dublês Campus Univers Cascades (CUC), com duração de doze dias. Ela fala francês e inglês. Aurélia foi dublê de Olga Kurilenko no filme Sentinelle, trabalhando juntas também em Viúva Negra, ambos em 2021, e em Thunderbolts*, que foi lançado em 2025. No MCU, foi a dublê de Florence Pugh como Viúva Negra e de Karen Gillan como Nébula. No cinema europeu, foi dublê da modelo russa Sasha Luss no filme de espionagem ANИA, de Luc Besson.
Aurélia conheceu o seu marido, o também dublê Justin Howell, no set de filmagem da primeira temporada de Halo em 2022. Justin também trabalhou para o MCU, sendo o dublê de Chris Hemsworth, como no filme Thor: Amor e Trovão, e no sucesso da Netflix, Extraction 2. Os dois se casaram em 2023 e se mudaram para Toronto, no Canadá. De acordo com Aurélia, a profissão tem seus riscos e o seguro por cada filme custa por volta de € 1.500 (cerca de US$ 1.600) por ano, e as lesões são parte do trabalho.

"Quatro anos atrás, eu estava fazendo uma cena de um acidente de carro e torci o ombro, minha clavícula se moveu um pouco. Isso foi ruim, essas lesões ficam para o resto da vida, mesmo três anos depois ainda sinto dor no ombro. Está tudo bem agora que sou jovem, mas em 10 anos posso me arrepender."

### Habilidades
| Modalidade         | Nível            | Detalhes                                                   |
| ------------------ | ---------------- | ---------------------------------------------------------- |
| Luta para Cinema   | Avançado         |                                                            |
| Boxe               | Avançado         | Competição frequente, seleção francesa de Sanda por 2 anos |
| Judô               | Avançado         | 2º grau em judô                                            |
| Taekwondô          | Não classificado | 1º grau em taekwondo                                       |
| MMA                | Não classificado | 3º grau em contato de karatê, 2º grau em boxe americano    |
| Coreógrafa de luta | Avançado         | Curta-metragem                                             |